# Isarwerk 2
Das Isarwerk 2 ist ein Laufwasserkraftwerk im Münchner Stadtbezirk Sendling, das von den Stadtwerken München betrieben wird.

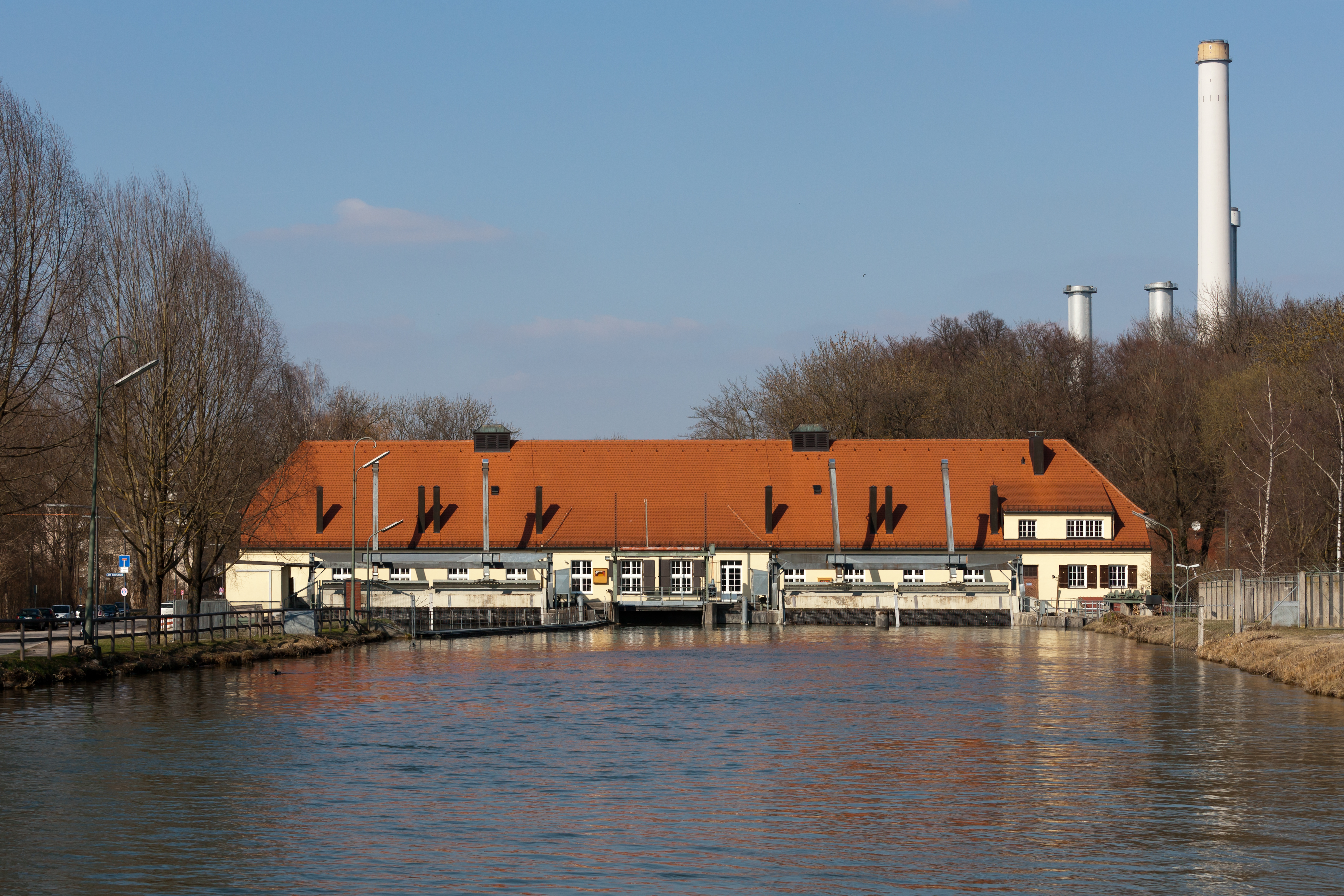
Südseite (Oberwasser): Turbinen-Zuläufe mit Treibgutrechen

Nach dem 1907 fertiggestellten Isarwerk 1 baute die Stadt München im Verlauf des Isar-Werkkanals noch zwei weitere Wasserkraftwerke zur Stromerzeugung. Die Anlagen Isarwerk 2 und Isarwerk 3 wurden beide in den Jahren 1921 bis 1923 errichtet. 
Das Isarwerk 2 hatte bis zur Modernisierung eine installierte Leistung von 2,2 Megawatt (MW), die durch zwei je 1.100 kW leistende Francis-Turbinen bereitgestellt wurde. Es liegt zwar neben dem Flaucher, einem Abschnitt der Isar, wird aber wie die beiden anderen Anlagen vom Isar-Werkkanal gespeist. Das Unterwasser führt als Großer Stadtbach weiter zum Isarwerk 3, hinter dem der Werkkanal wieder in die Isar fließt.
Ende der 2000er Jahre wurden im Isarwerk 2 umfangreiche Modernisierungen durchgeführt. Nach der vorübergehenden Stilllegung im März 2009 erfolgte im Rahmen der Sanierung auch der Einbau neuer Turbinen. Die Francis-Doppelzwillingsturbinen wurden durch vier vertikale Kaplan-Turbinen ersetzt. Diese haben eine Leistung von insgesamt 2,52 Megawatt und liefern jährlich anstatt bisher 11,4 zukünftig rund 15 Millionen Kilowattstunden an elektrischer Energie. Der mittlere Wirkungsgrad stieg von 60 % auf über 80 %.